# Cyklistika na Letních olympijských hrách 2012
Cyklistické soutěže na Letních olympijských hrách 2012 v Londýně.

## Silniční cyklistika

### Muži
| Kategorie                      | Zlato                                  | Stříbro                         | Bronz                               |
| ------------------------------ | -------------------------------------- | ------------------------------- | ----------------------------------- |
| Muži závod s hromadným startem | Alexandr Vinokurov · Kazachstán (KAZ)  | Rigoberto Uran · Kolumbie (COL) | Alexander Kristoff · Norsko (NOR)   |
| Muži časovka                   | Bradley Wiggins · Velká Británie (GBR) | Tony Martin · Německo (GER)     | Chris Froome · Velká Británie (GBR) |

### Ženy
| Kategorie                      | Zlato                                               | Stříbro                                     | Bronz                         |
| ------------------------------ | --------------------------------------------------- | ------------------------------------------- | ----------------------------- |
| Ženy závod s hromadným startem | Marianne Vosová · Nizozemsko (NED)                  | Lizzie Armitsteadová · Velká Británie (GBR) | Olga Zabělinská · Rusko (RUS) |
| Ženy časovka                   | Kristin Armstrongová · Spojené státy americké (USA) | Judith Arndt · Německo (GER)                | Olga Zabělinská · Rusko (RUS) |

## Dráhová cyklistika

### Muži
| Kategorie                   | Zlato                                                                             | Stříbro                                                                         | Bronz                                                                                   |
| --------------------------- | --------------------------------------------------------------------------------- | ------------------------------------------------------------------------------- | --------------------------------------------------------------------------------------- |
| Muži sprint (jednotlivci)   | Jason Kenny · Velká Británie (GBR)                                                | Grégory Baugé · Francie (FRA)                                                   | Shane Perkins · Austrálie (AUS)                                                         |
| Muži sprint (družstvo)      | Velká Británie (GBR) · Philip Hindes · Chris Hoy · Jason Kenny                    | Francie (FRA) · Grégory Baugé · Michaël D'Almeida · Kévin Sireau                | Německo (GER) · René Enders · Maximilian Levy · Robert Förstemann                       |
| Muži keirin                 | Chris Hoy · Velká Británie (GBR)                                                  | Maximilian Levy · Německo (GER)                                                 | Simon van Velthooven · Nový Zéland (NZL)                                                |
| Muži keirin                 | Chris Hoy · Velká Británie (GBR)                                                  | Maximilian Levy · Německo (GER)                                                 | Teun Mulder · Nizozemsko (NED)                                                          |
| Muži stíhací závod družstev | Velká Británie (GBR) · Ed Clancy · Geraint Thomas · Steven Burke · Peter Kennaugh | Austrálie (AUS) · Jack Bobridge · Glenn O'Shea · Rohan Dennis · Michael Hepburn | Nový Zéland (NZL) · Sam Bewley · Aaron Gate · Marc Ryan · Jesse Sergent · Westley Gough |
| Muži omnium                 | Lasse Norman Hansen · Dánsko (DEN)                                                | Bryan Coquard · Francie (FRA)                                                   | Ed Clancy · Velká Británie (GBR)                                                        |

### Ženy
| Kategorie                   | Zlato                                                                  | Stříbro                                                                                   | Bronz                                                            |
| --------------------------- | ---------------------------------------------------------------------- | ----------------------------------------------------------------------------------------- | ---------------------------------------------------------------- |
| Ženy sprint (jednotlivci)   | Anna Meares · Austrálie (AUS)                                          | Victoria Pendletonová · Velká Británie (GBR)                                              | Guo Shuang · Čína (CHN)                                          |
| Ženy sprint (družstvo)      | Německo (GER) · Kristina Vogel · Miriam Welte                          | Čína (CHN) · Gong Jinjie · Guo Shuang                                                     | Austrálie (AUS) · Kaarle McCulloch · Anna Meares                 |
| Ženy keirin                 | Victoria Pendletonová · Velká Británie (GBR)                           | Guo Shuang · Čína (CHN)                                                                   | Lee Wai Sze · Hongkong (HKG)                                     |
| Ženy stíhací závod družstev | Velká Británie (GBR) · Danielle King · Laura Trott · Joanna Rowsellová | Spojené státy americké (USA) · Sarah Hammer · Dotsie Bausch · Jennie Reed · Lauren Tamayo | Kanada (CAN) · Tara Whitten · Gillian Carleton · Jasmin Glaesser |
| Ženy omnium                 | Laura Trott · Velká Británie (GBR)                                     | Sarah Hammer · Spojené státy americké (USA)                                               | Annette Edmondsonová · Austrálie (AUS)                           |

## Horská kola
| Kategorie          | Zlato                          | Stříbro                         | Bronz                                        |
| ------------------ | ------------------------------ | ------------------------------- | -------------------------------------------- |
| Muži cross-country | Jaroslav Kulhavý · Česko (CZE) | Nino Schurter · Švýcarsko (SUI) | Marco Aurelio Fontana · Itálie (ITA)         |
| Ženy cross-country | Julie Bresset · Francie (FRA)  | Sabine Spitzová · Německo (GER) | Georgia Gould · Spojené státy americké (USA) |

## BMX
| Kategorie | Zlato                             | Stříbro                          | Bronz                             |
| --------- | --------------------------------- | -------------------------------- | --------------------------------- |
| Muži      | Māris Štrombergs · Lotyšsko (LAT) | Sam Willoughby · Austrálie (AUS) | Carlos Oquendo · Kolumbie (COL)   |
| Ženy      | Mariana Pajónová · Kolumbie (COL) | Sarah Walker · Nový Zéland (NZL) | Laura Smulders · Nizozemsko (NED) |

## Přehled medailí
| Pořadí | Země                   | Zlato | Stříbro | Bronz | Celkově |
| ------ | ---------------------- | ----- | ------- | ----- | ------- |
| 1      | Velká Británie         | 8     | 2       | 2     | 12      |
| 2      | Německo                | 1     | 4       | 1     | 6       |
| 3      | Francie                | 1     | 3       | 0     | 4       |
| 4      | Austrálie              | 1     | 2       | 3     | 6       |
| 5      | Spojené státy americké | 1     | 2       | 1     | 4       |
| 6      | Kolumbie               | 1     | 1       | 1     | 3       |
| 7      | Nizozemsko             | 1     | 0       | 2     | 3       |
| 8      | Kazachstán             | 1     | 0       | 0     | 1       |
| 8      | Dánsko                 | 1     | 0       | 0     | 1       |
| 8      | Lotyšsko               | 1     | 0       | 0     | 1       |
| 8      | Česko                  | 1     | 0       | 0     | 1       |
| 12     | Čína                   | 0     | 2       | 1     | 3       |
| 13     | Nový Zéland            | 0     | 1       | 2     | 3       |
| 14     | Švýcarsko              | 0     | 1       | 0     | 1       |
| 15     | Rusko                  | 0     | 0       | 2     | 2       |
| 16     | Kanada                 | 0     | 0       | 1     | 1       |
| 16     | Hongkong               | 0     | 0       | 1     | 1       |
| 16     | Norsko                 | 0     | 0       | 1     | 1       |
| 16     | Itálie                 | 0     | 0       | 1     | 1       |
| Celkem | Celkem                 | 18    | 18      | 19    | 55      |